# 자궁목 원형결찰술

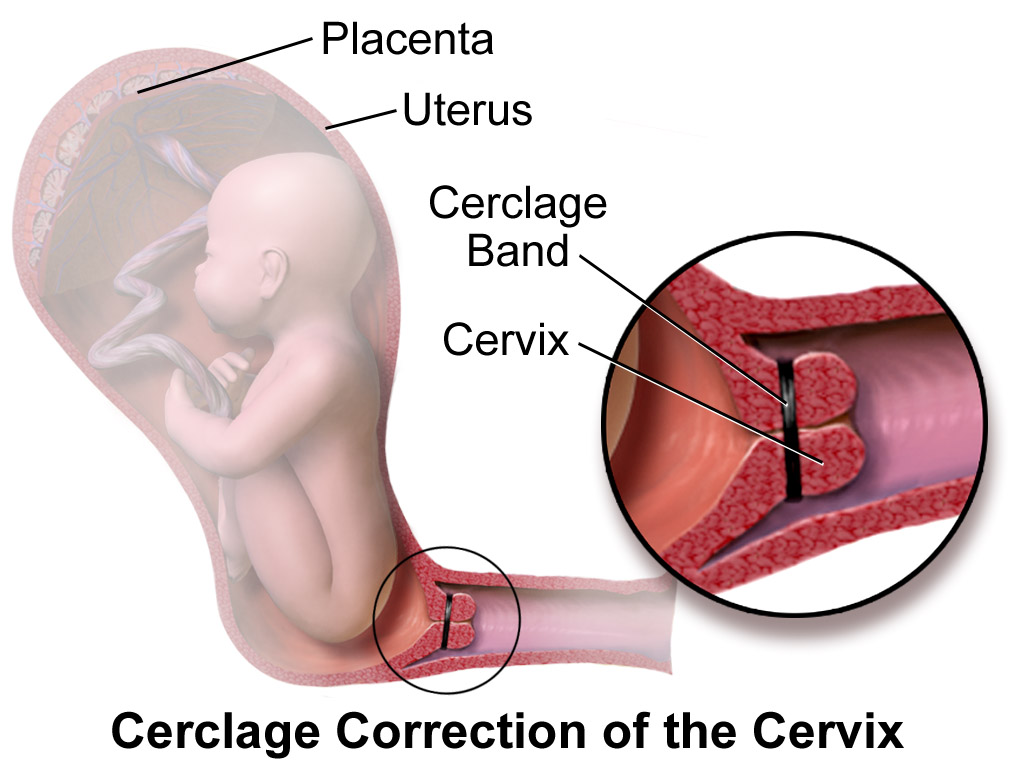

자궁목원형결찰술(영어: cervical cerclage 또는 cervical stitch), 또는 자궁목원형묶음술, 자궁경성형술(子宮頸成形術, 영어: tracheloplasty)은 자궁목이 약간 벌어져 임신 기간 중에 자궁목이 열릴 수 있고 유산의 위험이 있는 자궁목 무력증의 치료법으로 시술되고 있다. 이 치료법은 보통 한번, 혹은 그 이상의 유산을 경험한 여성을 대상으로 임신 중기에 시술한다.
이 시술은 보통 임신 12주에서 14주 사이에 자궁목에 강한 봉합사를 넣어 주변을 동여매고, 유산의 위험이 큰 시기가 지난 임신 후기에 제거한다.

## 종류
이 원형묶음술에는 세 가지 방법이 있다. 맥도날드식과 시로드카식은 질 내에서 시술하는 질식 결찰술이다.
- 맥도날드 원형결찰술은 1957년 소개된 방법으로, 자궁경부를 묶어 닫는 데 가장 널리 쓰이는 방법이다. 이 시술은 자궁경부의 아래쪽이 이미 벌어지기 시작할 때 위쪽을 봉합사로 꿰매는 방식으로, 보통 임신 12주에서 16주 사이에 시술된다. 봉합은 일반적으로 임신 37주 즈음에 제거된다.
- 시로드카 원형결찰술은 맥도날드 수술과 매우 비슷하지만, 봉합사가 자궁목 벽 안을 통해 봉합되므로 노출되지 않는다. 이 시술은 맥도날드 수술법보다 드물게 시행되는데, 기술적으로 더 어렵지만 감염 위혐을 줄여준다는 인식(증명되지는 않음)이 있다. 시로드카 시술은 간혹 자궁목 주변을 영구봉합하게 되는 경우도 있는데, 이 경우에는 아이를 낳기 위해 제왕 절개가 필요하다. 이 시술은 1955년에 V. N. 시로드카 박사가 뭄바이에서 처음 시술했다. 1963년, 시로드카 박사는 뉴욕 시의 뉴욕 병원에 가서 이 시술을 선보였다. 시술은 성공적이었으며, 아기는 성인이 될 때까지 생존했다.[출처 필요]
- 복식 원형결찰술은 가장 드물게 쓰이는 방법으로, 복강 안에서 꿰매는 영구 봉합 방식이다. 이 방법은 보통 자궁목이 지나치게 짧아 질식 결찰술이 어려울 경우, 혹은 질식 결찰술이 실패하거나 애초에 불가능할 경우에 시술한다.[2]

## 몸조리
시술을 마친 후, 환자가 조산 기미가 보이지 않음을 확인하기 위해 최소 몇 시간 정도(때때로 하룻밤) 환자를 돌보게 된다. 그 이후에는 환자가 귀가할 수도 있지만, 2 ~ 3 일에서 많게는 일주일 정도 신체 활동을 피하는 게 좋기 때문에 입원을 권유하기도 한다. 이후에는 주기적으로 병원에 방문해 자궁목의 상태와 봉합 상태 등을 주시하여 혹시 모를 조산에 대비한다.

## 위험성
원형결찰술은 일반적으로 안전한 시술이지만, 시술 중이나 시술 후에 발생할 수 있는 위험 요소가 다수 있다. 이들을 열거하면 다음과 같다.
- 국소, 전신 마취에 관련된 위험
- 조산
- 조기 양막파열
- 자궁경부 감염
- 융모 양막염
- 자궁경부 파열(진통이 시작되기 전에 봉합을 제거하지 않을 경우 발생 가능)
- 자궁목이나 방광 손상
- 출혈
- 자궁목 확장에 실패할 경우 진행되는 자궁경부 난산에 따른 제왕 절개

## 정상 예후
자궁목원형결찰술의 성공률은 긴급하지 않은 경우 80 ~ 90% 정도이며, 응급 상황인 경우 40 ~ 60%이다. 원형결찰술은 진통과 분만이 37주까지 지연될 경우 성공으로 간주한다.